# شطة كريستال

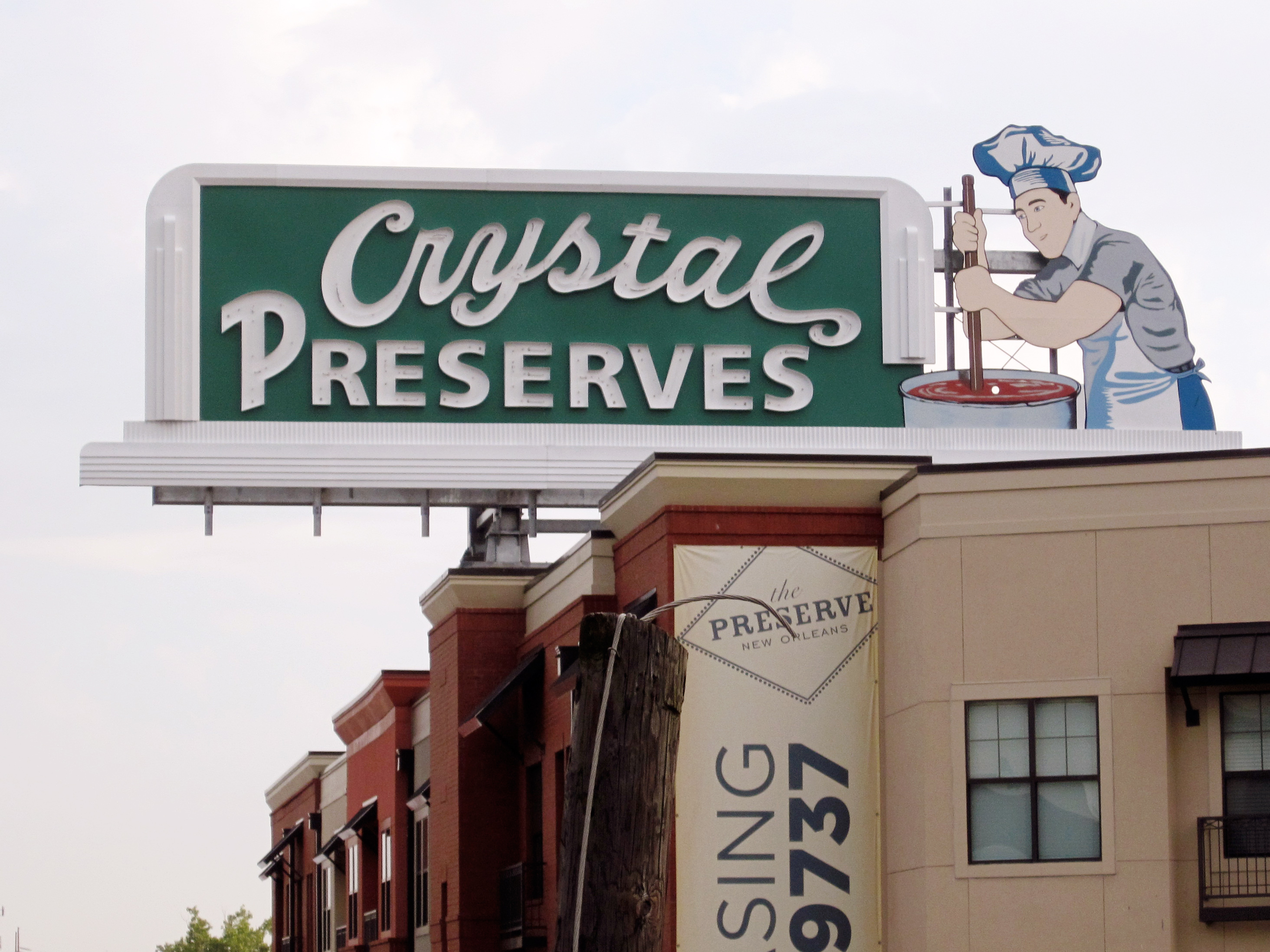
علامة كريستال القديمة

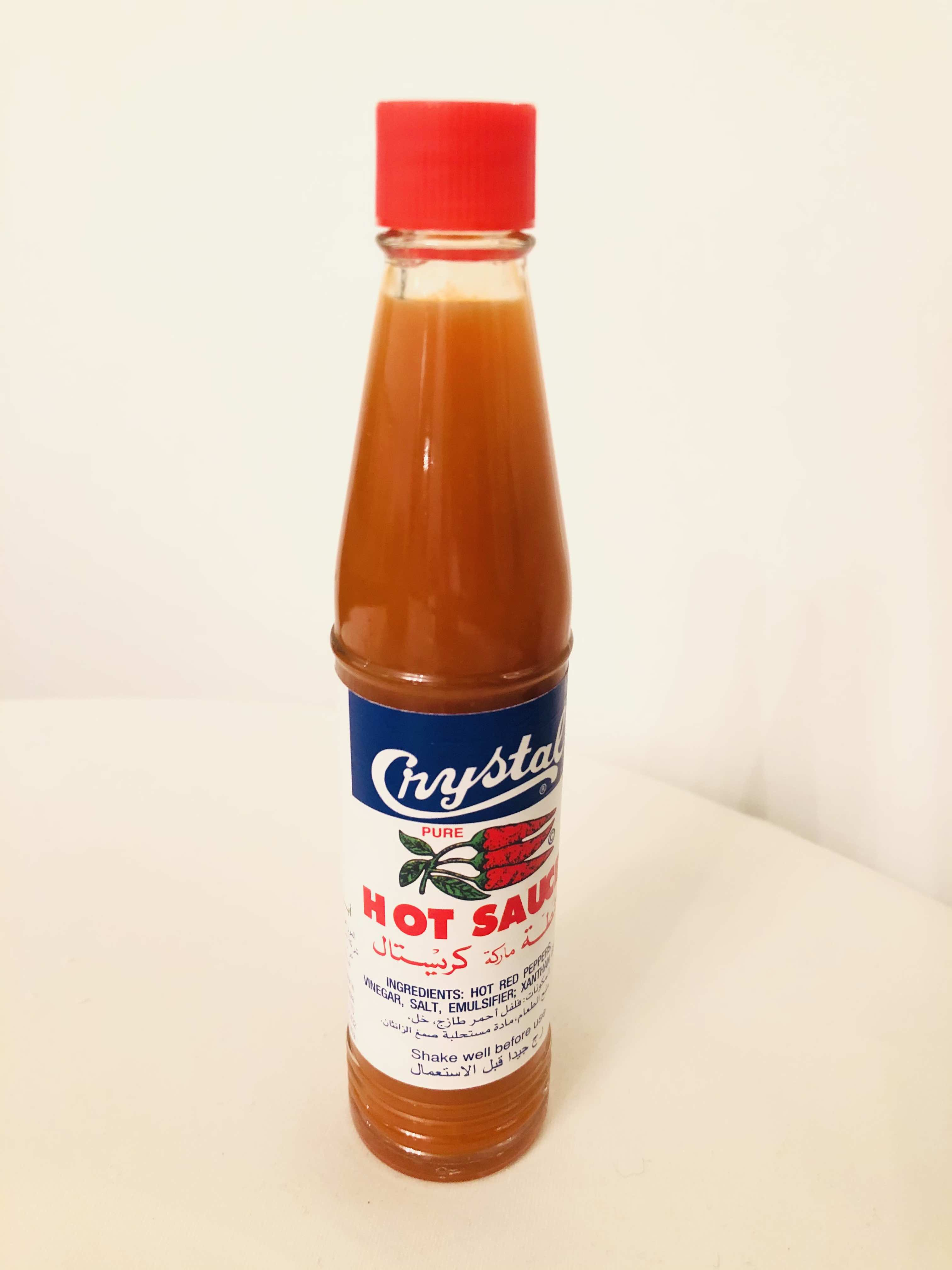
شطة كريستال

شطة كريستال الكريستال هي علامة تجارية لشطة حارة، على غرار طريقة الصلصة الحارة التي تنتج ولاية لويزيانا الأمريكية. تنتج الشطة شركة بومر للأطعمة، والمملوكة لعائلة بومر منذ عام 1923. يتم شحن 3.2 ملايين غالون أمريكي (11,000,000 لتر) من شطة كريستال الحارة سنويا إلى 28 بلدا. شطة كريستال ذات لون برتقال يضارب إلى الحمرة مع حرارة متوسطة ونكهة أخف من صلصة تاباسكو.

## معلومات غذائية
تحتوي على كمية مرتفعة من الصوديوم (الأملاح) حيث يوجد 130 ملجم من الصوديوم في 5 مل فقط من هذا النوع من الشطة، وهي تغطي الحد الأعلى من الصوديوم  للشخص الطبيعي بنسبة 5%، ولمرضى ارتفاع ضغط الدم والكلى 7.2%.